# Fueled By Fire
I Fueled By Fire sono un gruppo musicale thrash metal statunitense, formatosi a Norwalk, California nel 2002.
La band è appartenente alla cosiddetta ondata del Revival Thrash Metal, ovvero lo sviluppo di uno stile musicale vicino a quello di band storiche degli anni '80 come gli Slayer, assieme a band come Evile, Violator o Warbringer. I testi del gruppo parlano principalmente di violenza, pazzia e malattie in genere.

## Storia del gruppo
La line-up del gruppo ha subito pochissime variazioni dalle sue origini, con il cantante e chitarrista Jovanny "Gio" Herrera, il chitarrista solista Chris Monroy, il bassista Rick Rangel e il batterista Carlos Gutierrez. La giovane band pubblica due demo, Life, Death and FBF (2005) e Spread The Fire!!!!! (2006), e poi sempre nel 2006 rilascia il suo primo album, con il quasi identico titolo di Spread The Fire. Poco dopo, "Gio" Herrera lascia il gruppo, e il suo posto viene preso dal bassista Rick Rangel, mentre il nuovo bassista è Anthony Vasquez. Spread The Fire viene poi ripubblicato dopo l'inizio della collaborazione con l'etichetta Metal Blade Records, con l'aggiunta di due nuove canzoni e una differente copertina.
Il successivo lavoro del gruppo, Plunging Into Darkness, esce nel 2010. Esso è caratterizzato da un sound più aggressivo, complice anche l'avvicendamento di Rangel alla voce. Ad esso segue Trapped In Perdition, pubblicato nel 2013.

## Formazione

### Formazione attuale
- Rick Rangel - voce, chitarra ritmica (2002-presente, basso fino al 2006)
- Chris Monroy - chitarra solista (2002-presente)
- Anthony Vasquez - basso (2006-presente)
- Carlos Gutierrez - batteria (2002-presente)

### Ex componenti
- Jovanny "Gio" Herrera - voce, chitarra ritmica (2002-2006)

## Discografia

### Album studio
- 2006 - Spread The Fire
- 2010 - Plunging Into Darkness
- 2013 - Trapped In Perdition

### Demo
- 2005 - Life, Death and FBF
- 2006 - Spread The Fire!!!!!